# Antonio Dal Masetto
Antonio Dal Masetto (Intra, 14 febbraio 1938 – Buenos Aires, 2 novembre 2015) è stato uno scrittore italiano naturalizzato argentino.

## Biografia
La sua famiglia emigrò in Argentina nel 1950 e si stabilì nella città di Salto. Qui egli imparò lo spagnolo leggendo libri della biblioteca del paese. Da giovane lavorò come imbianchino, gelataio, impiegato pubblico, venditore ambulante e giornalista. Il suo primo libro di racconti, Lacre, venne menzionato dal Premio Casa de las Americas. 
Uno dei temi principali delle sue opere è quello dell'immigrazione, come in Oscuramente fuerte es la vida o La tierra incomparable (premio Biblioteca del Sur 1994). 
Fino alla morte, avvenuta il 2 novembre 2015 all'età di 77 anni, collaborò con la rivista Página/12 di Buenos Aires.

## Opere
- Lacre (1964)
- Siete de oro (1969)
- Fuego a discreción (1983)
- Siempre es díficil volver a casa (1985) trad. it. È sempre difficile tornare a casa, Einaudi, 2004
- Ni perros ni gatos (1987)
- Reventando corbatas (1988)
- Oscuramente fuerte es la vida (1990) trad it. Oscuramente forte è la vita, Òmicron, 1995
- Amores (1991) con illustrazioni di Luis Pollini
- La tierra incomparable (1994)
- Gente del bajo (1995)
- Demasiado cerca desaparece (1997)
- Hay unos tipos abajo (1998) trad. it. Strani tipi sotto casa, Le Lettere, 2002
- Bosque (2001) trad. it. Bosque, Le Lettere, 2004
- El padre y otras historias (2002)
- Crónicas argentinas (2003)
- Tres genias en la magnolia (2005)
- Señores más señoras (2006)
- Sacrificios en días santos (2008) trad. it. Il sacrificio di Giuseppe, La Nuova Frontiera, 2009
- La culpa (2010)
- Cita en el Lago Maggiore (2011)
- Imitación de la fábula (2014)
- Crónica de un caminante (2015)